# Ingeborg Hecht

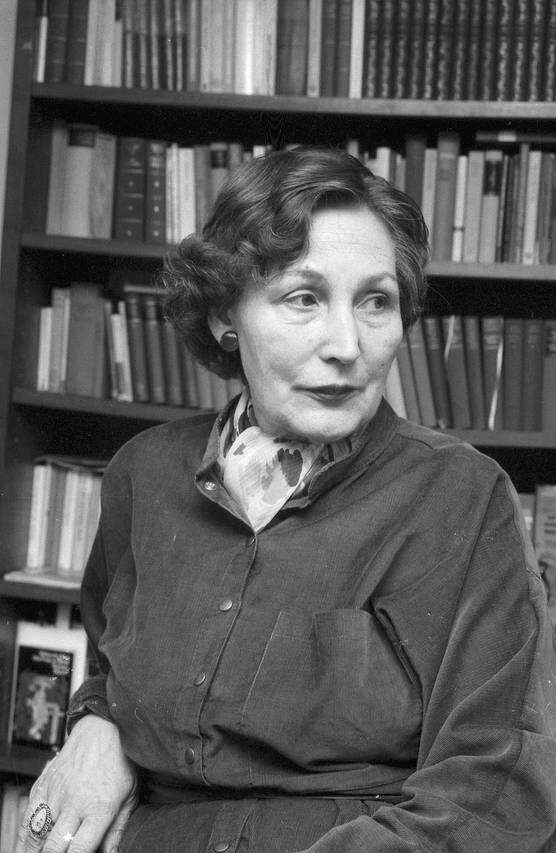
Ingeborg Hecht (1983), fotografiert von Willy Pragher

Ingeborg Bettina Gabriele Hecht-Studniczka (* 1. April 1921 in Hamburg; † 6. Mai 2011 in Freiburg im Breisgau) war eine deutsche Zeitzeugin der Judenverfolgung und Autorin, die über die Zeit des Nationalsozialismus aufklärte.

## Leben
Als Tochter eines jüdischen Vaters, Felix Hecht, und einer nichtjüdischen Mutter galt sie gemäß der Terminologie der Nationalsozialisten als „Mischling 1. Grades“. Höhere Schulbildung und Studium blieben ihr so verwehrt. 1933 ließen sich die Eltern scheiden. Der Vater wurde ab 1935 verfolgt, und bald wurde ihm der Kontakt zu seiner Frau und zu seiner Tochter untersagt. 1943 zog Ingeborg Hecht mit ihrer Mutter von Hamburg ins Badische. Ihr Vater war in mehreren KZs interniert und wurde 1944 in Auschwitz ermordet, Ereignisse, von denen sie erst nach Jahrzehnten in ihrer 1984 veröffentlichten Autobiographie – „Als unsichtbare Mauern wuchsen. Eine deutsche Familie unter den Nürnberger Rassegesetzen“ – erzählen konnte.
Seit 1954 lebte Ingeborg Hecht in Freiburg im Breisgau. Neben weiteren Auszeichnungen und Ehrungen erhielt sie am 8. Juni 2005 „für ihre Verdienste als eine aufrechte und unbeirrte Demokratin“ das Bundesverdienstkreuz 1. Klasse. Sie war seit 1948 mit dem deutschen Schriftsteller, Übersetzer und Juristen Hanns Studniczka verheiratet. Bis ins hohe Alter besuchte sie Schulen und hielt Vorträge vor Schülern. Sie ist auf dem Friedhof von Staufen im Breisgau begraben.

## Zitat

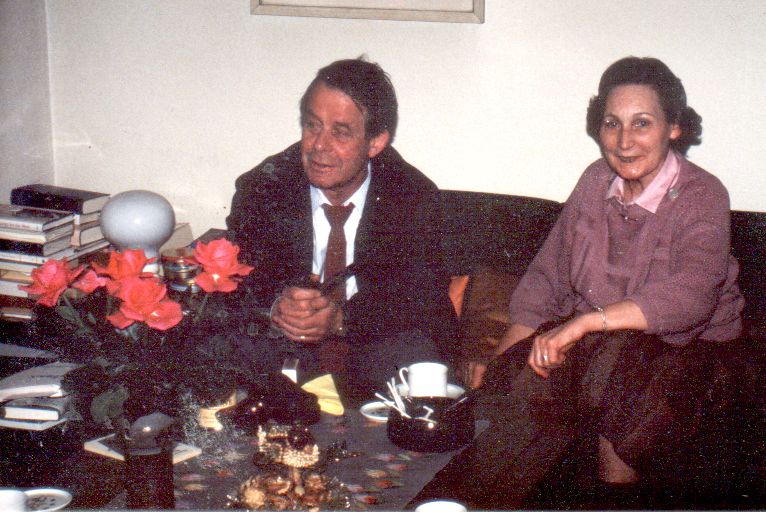
Ingeborg Hecht mit ihrem Gast, dem Schriftsteller Siegfried Lenz, zwischen Weihnachten und Neujahr 1984 vor der Publikation ihres Bandes
Als unsichtbare Mauern wuchsen

„Wir waren rechtlos gewesen, haben nichts Gescheites lernen, keine Existenz aufbauen können und nicht heiraten dürfen. Wir haben die Angst mit denen geteilt, die die Verfolgung nicht überlebten und wir haben die Scham erleiden müssen, es besser gehabt zu haben als der Vater, die Verwandten, die Freunde, die Kameraden. Wir haben das nicht unversehrt überstanden.“

## Schriften (Auswahl)
- Von der Heilsamkeit des Erinnerns, Opfer der Nürnberger Gesetze begegnen sich. Hoffmann und Campe Verlag, Hamburg 1991, ISBN 3-455-08391-9
- Als unsichtbare Mauern wuchsen. Eine deutsche Familie unter den Nürnberger Rassegesetzen. Mit einem Vorwort von Ralph Giordano, Hoffmann und Campe Verlag, Hamburg 1984, ISBN 3-455-08640-3
- Die seltsamen WANDERUNGEN und WANDLUNGEN des Lorenz Urban Ehrenbiet. Verlag Christian Frenzel, Neuenburg am Rhein 1984, ISBN 3-924545-03-0
- Der Siechen Wandel, Die Aussätzigen im Mittelalter und heute. Kehrer Verlag KG, Freiburg im Breisgau 1982, o. ISBN
- Die Welt der Herren von Zimmern. Rombach+Co GmbH, Druck und Verlagshaus, Freiburg im Breisgau 1981, ISBN 3-7930-0368-X
- Frauen im Wehrdienst. Verlag Herder, Band 962, Freiburg i. Br. 1982, ISBN 3-451-07962-3
- Rund um die Familie, Familie anno dazumal, Wie unsere Vorfahren miteinander umgegangen sind. Verlag Herder, Band 796, Freiburg i. Br. 1980, ISBN 3-451-07796-5
- Rund um den Waschtrog, Ernstes, Nachdenkliches, Kurioses. Verlag Herder, Band 687, Freiburg i. Br. 1978, ISBN 3-451-07687-X